# Klarnet
Klarnet (klarynet, wł. clarinetto, skrót: cl.) – instrument dęty drewniany z grupy aerofonów stroikowych z pojedynczym stroikiem. Do tej samej rodziny należą także saksofony.
Dzisiaj skala klarnetu wynosi od e (brzmiące d, gdyż klarnet jest instrumentem transponującym) do g3. Są też możliwości wykonania wyższych dźwięków, aż do c4 (a nawet wyższe), ale tylko przez muzyków z dużym doświadczeniem. Skala klarnetu basowego B wynosi, w zależności od odmiany, od Es (mały) lub od C (duży) do c3. Istnieje też kilka innych rzadziej stosowanych odmian klarnetów takich jak: klarnet piccolo, klarnet altowy, klarnet kontrabasowy, rożek basetowy.
Rejestry klarnetu:
- najniższy e-e¹, o ciemnej barwie i dramatycznym charakterze,
- niski f¹-b¹, dźwięki najmniej wyraziste, przytłumione (obydwa najniższe rejestry tworzą łącznie tzw. rejestr chalumeau)
- środkowy, clarino, h¹-cis³, jasny, wyrazisty, o barwie ciepłej,
- wysoki d³-g³, ostry, przenikliwy
- najwyższy gis³-c4, dźwięki bardzo ostre.

Charakterystyczną cechą barwy klarnetu jest tzw. stopliwość, czyli łatwość zlewania się z barwą innych instrumentów drewnianych, blaszanych czy smyczkowych.

## Historia
Nazwa instrumentu pochodzi od włoskiej nazwy: clarinetto, co jest zdrobniałym określeniem trąbki clarino. Twórcą współczesnego klarnetu był Johann Christoph Denner w początkach XVIII wieku. Udoskonalił on istniejący instrument chalumeau, dodając dwie klapy i wydłużając go. Mimo postępu w stosunku do poprzedniego instrumentu, w pierwszej połowie XVIII wieku klarnet był rzadko używany. W 1720 dodano lejkowate rozszerzenie u końca instrumentu (czarę głosową). W 1812 Iwan Müller zaprezentował nowy model klarnetu wyposażony w trzynaście klap. Dokonane udoskonalenia klarnetu uczyniły go instrumentem w pełni funkcjonalnym i w takim kształcie pozostał praktycznie niezmieniony do współczesnych czasów.

## Budowa klarnetu

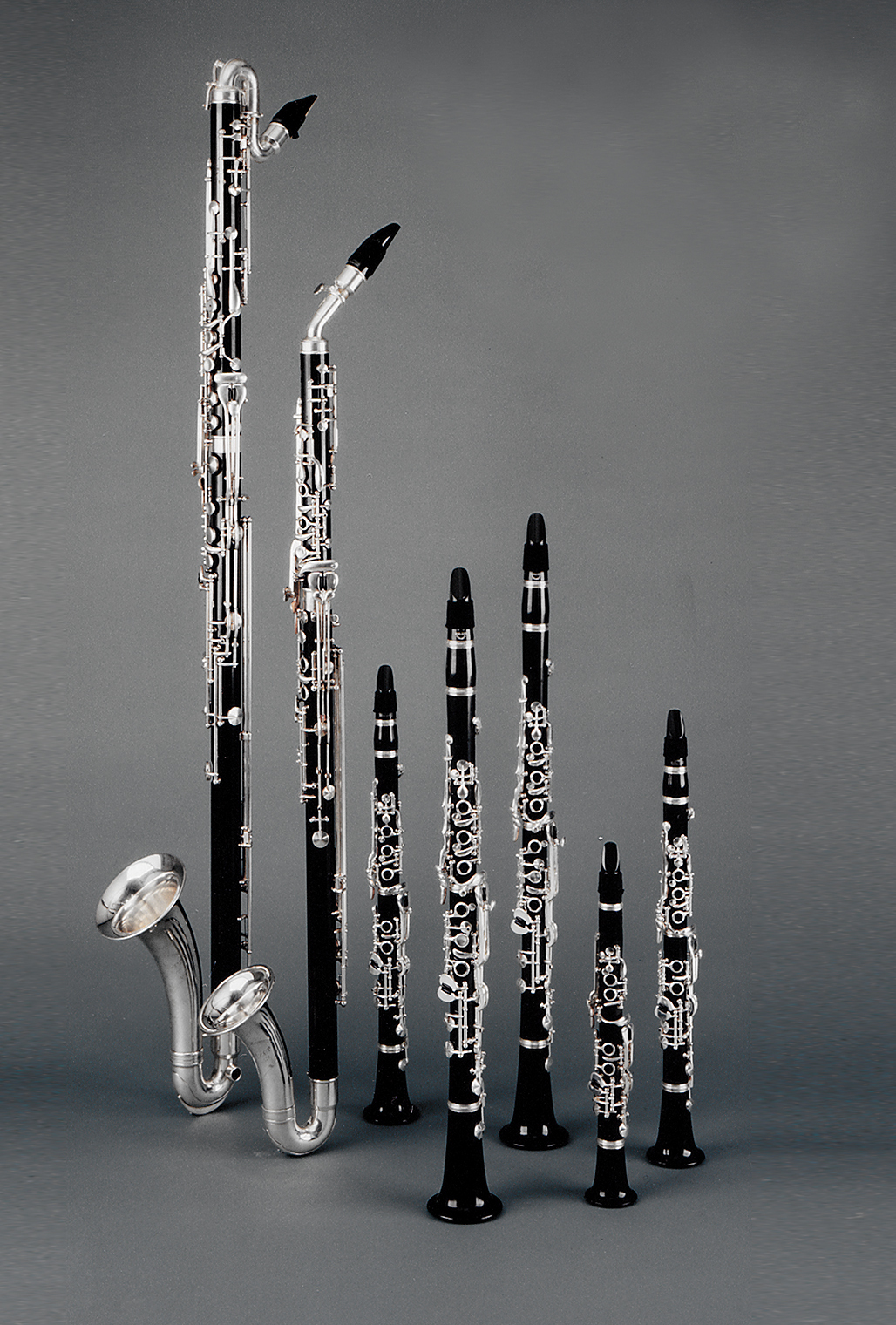
Klarnet basowy, basethorn, klarnety w stroju D, A, B, G oraz Eb, Klarnet basetowy A

Klarnet składa się z prostej, cylindrycznej drewnianej rury z otworami zamykanymi klapami. Podzielony jest na pięć części: ustnik, baryłkę, korpusy: górny i dolny oraz czarę głosową. Części te w futerale przechowuje się osobno, a do grania montuje się je składając i wkładając odpowiednio toczone końcówki jednych części w drugie.

### Typy i odmiany

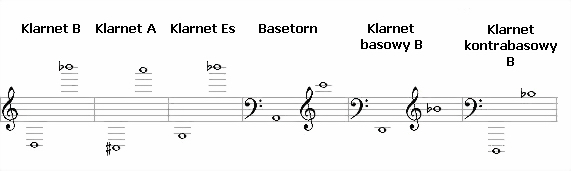
Skala różnych odmian klarnetów

Klarnet basowy, znacznie dłuższy, ma zawinięte oba końce, tworząc kształt odwróconej litery S. Pojedynczy, drewniany stroik klarnetu montowany jest bezpośrednio na ustniku za pomocą obejm lub docisków (tzw. maszynek). Dźwięk klarnetu jest miękki, soczysty i delikatny. Klarnet basowy posiada głębsze, bogatsze i bardziej drewniane brzmienie.
Rozróżniamy dwa systemy w klarnetach: francuski i niemiecki. Różnica tych systemów pociąga za sobą m.in. odmienne palcowanie niektórych dźwięków i ogólnego systemu klap.

## Muzyka
Klarnet zaczął być używany jako instrument orkiestrowy i solowy już od połowy XVIII wieku. Bardzo szybko stał się jednym z głównych instrumentów orkiestry o dużej skali i znacznej ruchliwości. Klarnet często zastępował altówkę w zespołach instrumentalnych. Począwszy od początków XIX wieku, wraz z nadejściem romantyzmu w muzyce, wzrastała popularność klarnetu. W szczególności w twórczości Carla Marii von Webera zajmuje on poczesne miejsce. XIX wiek to także czas pierwszych wirtuozów klarnetu. Należeli do nich bracia Anton i Johann Stadler, Heinrich Joseph Bärmann (późny XVIII wiek), Richard Mühlfeld (druga połowa XIX wieku) oraz późniejsi Stanley Drucker, Richard Stolzman, Larry Combs, James Pyne, Anton Giglitti, Jon Manasse, Martin Fröst.
Klarnet stał się także istotnym instrumentem w muzyce rozrywkowej. W szczególności w jazzie, a także w żydowskiej muzyce klezmerskiej (mistrzem klemerskiego klarnetu jest David Krakauer).
Klarnet jest instrumentem występującym w kapelach ludowych. Jego brzmienie dodaje charakterystycznego klimatu wykonywanym utworom.